# Schlacht bei Golymin
Schleiz – Saalfeld – Jena und Auerstedt – Lübeck – Großpolen – Czarnowo – Golymin – Pułtusk – Dirschau –  Allenstein – Preußisch Eylau – Ostrolenka – Stolp – Danzig – Kolberg – Guttstadt –Heilsberg – Friedland
Die Schlacht von Golymin fand am 26. Dezember 1806 während des Vierten Koalitionskriegs bei Gołymin in Polen zwischen rund 17.000 russischen Soldaten mit 28 Geschützen unter Fürst Dmitri Wladimirowitsch Golizyn und 38.000 französischen Soldaten unter Marschall Murat statt. Die russischen Truppen setzten sich erfolgreich von den überlegenen französischen Truppen ab. Die Schlacht fand am selben Tag wie die Schlacht von Pułtusk statt.

## Hintergrund

### Strategische Situation
Nach der Eroberung Preußens im Herbst 1806 marschierte Napoleon in Polen ein, um sich der russischen Armee entgegenzustellen, die sich bis zu ihrer plötzlichen Niederlage darauf vorbereitet hatte, die Preußen zu unterstützen. Am 28. November 1806 überquerte das französische Vormarschkorps die Weichsel und eroberte Warschau.
Die russische Armee stand unter dem Oberbefehl von Feldmarschall Michail Kamenski, der jedoch alt und gebrechlich war. Die etwa 55.000 bis 68.000 Mann starke russische 1. Armee unter dem Kommando des Grafen Bennigsen hatte sich von der Weichsel bis an die Linie des Flusses Wkra zurückgezogen, um sich mit der etwa 37.000 Mann starken Zweiten Armee zu vereinigen, unter Buxhoevden, das aus Russland heranrückte und noch etwa 15 Tagesmärsche von der 1. Armee entfernt war. Kamensky erkannte jedoch seinen Fehler, als er den Franzosen erlaubte, die Weichsel zu überqueren, und rückte Anfang Dezember vor, um zu versuchen, die Flusslinie zurückzugewinnen. Französische Streitkräfte überquerten am 10. Dezember bei Modlin den Fluss Narew, und das von Lestocq kommandierte preußische Korps schaffte es nicht, Thorn zurückzuerobern. Dies veranlasste Bennigsen am 11. Dezember, den Befehl zu erteilen, sich zurückzuziehen und die Linie des Flusses Wkra zu halten.
Als dies Napoleon gemeldet wurde, ging er davon aus, dass die Russen auf dem Rückzug waren. Er befahl den Truppen unter Murat (dem 3. Korps von Davout, dem 7. von Augereau und dem 5. unter Lannes sowie dem 1. Kavallerie-Reservekorps), die Verfolgung in Richtung Pułtusk aufzunehmen, während Ney, Bernadotte und Bessières (6., 1. bzw. 2. Kavallerie-Reservekorps) die russische Rechte wendeten und Soults (4. Korps) die beiden Flügel der Armee verband.
Kamenski hatte den Rückzug der Russen rückgängig gemacht und einen Vorstoß zur Unterstützung der Truppen am Fluss Wkra angeordnet. Daher hatten die Franzosen Schwierigkeiten, den Fluss zu überqueren, und erst als Davout am 22. Dezember einen Übergang in der Nähe der Einmündung der Wkra in den Narew erzwang, konnten die Franzosen vorrücken.
Am 23. Dezember wurde das preußische Korps unter Lestocq nach einem Gefecht bei Soldau mit Bernadottes 1. Korps nach Norden in Richtung Königsberg getrieben. Als Kamensky die Gefahr erkannte, befahl er den Rückzug nach Ostrolenka. Bennigsen beschloss, nicht zu gehorchen und am 26. Dezember bei Pułtusk zu kämpfen. Im Nordwesten zogen sich der größte Teil der 4. Division unter General Golizyn und die 5. Division unter General Dochturow über die Stadt Golymin in Richtung Ostrolenka zurück. Die 3. Division unter General Sacken, die das Bindeglied zu den Preußen gewesen war, versuchte ebenfalls, sich über Golymin zurückzuziehen, wurde aber von den Franzosen weiter nördlich nach Ciechanów getrieben. Ein Teil der Einheiten der 4. Division befand sich in Pułtusk.

### Wetter
Das Wetter bereitete beiden Seiten große Schwierigkeiten. Das milde Herbstwetter hatte länger als gewöhnlich angehalten. Normalerweise machten Fröste die unzureichenden Straßen nach den schlammigen Bedingungen des Herbstes befahrbar, doch am 17. Dezember setzte Tauwetter ein, gefolgt von einem zweitägigen Tauwetter ab dem 26. Dezember. Dies hatte zur Folge, dass beide Seiten große Schwierigkeiten hatten, zu manövrieren. Vor allem die Franzosen hatten (während ihres Vormarsches) große Schwierigkeiten, ihre Artillerie heranzubringen, so dass sie bei Golymin keine zur Verfügung hatten.

### Gelände
Das Dorf Golymin lag in einem flachen Gebiet, das im Norden und Nordosten leicht ansteigt. Wälder und Sümpfe umgaben das Dorf fast vollständig. Vom Dorf aus verlief die Straße nach Pułtusk in südöstlicher Richtung, die nach Ciechanów in nordwestlicher Richtung und die nach Makow (dem Ziel des russischen Rückzugs) in nordöstlicher Richtung. Ein Weg verband Golymin mit dem kleinen Dorf Garnow im Süden. Das Dorf Ruskowo lag im Südwesten und das Dorf Kaleczin in geringer Entfernung im Westen. Wadkowo lag weiter draußen an der Straße nach Ciechanów.

## Die Schlacht
Am Morgen des 26. Dezember erreichten Einheiten der russischen 4. Division  Golymin. Diese Truppen waren zu erschöpft, um in Richtung Makow vorzurücken, und Fürst Golizyn wollte auf die Einheiten der 3. Division warten. Im Dorf stand bereits Dochturow, der bereits den größten Teil seiner 5. Division nach Makow verlegt hatte, nur ein Dragoner- und ein Infanterieregiment blieben in Golymin. 
Murats Kavallerie-Reservekorps und Augereaus 7. Korps marschierten um 7 Uhr morgens weiter in Richtung des Ortes. Lasalles Kavalleriedivision traf gegen 10 Uhr morgens als erste aus dem Südwesten ein. Golizyn verstärkte seine rückwärtigen Linien mit drei Kavalleriekompanien und trieb Lasalles Soldaten in den Wald zurück. Gegen 2 Uhr griff Augereaus Korps von Osten her in die Kämpfe ein. Golizyn stellte darauf seinen Rückzug ein, seine Soldaten waren aber erschöpft, dennoch wollte er sich nicht kampflos zurückziehen. Er schickte ein Infanterieregiment unter dem Kommando des Fürsten Schtscherbatow in den Wald um Kaleczin und stationierte den Rest seiner Truppen vor Golymin. Er formierte eine Reserve aus seiner Kavallerie und Dochturows Truppen und stellte die Masse seiner Division vor Golymin zum Kampf auf.
Augereaus Truppen griffen darauf sofort an, die Division Haudelet links von Ruskow und die Division Desjardin rechts von Wadkow. Desjardins Division schlug zunächst Schtscherbatow zurück, doch die Russen wurden durch ein Infanteriebataillon verstärkt, das wiederum die Franzosen zurückdrängte. Im weiteren Verlauf des Tages drängten Heudelets Streitkräfte den rechten russischen Flügel langsam zurück. Gleichzeitig mit Augereaus Angriff traf Murat mit den Kavallerieeinheiten der Generäle Klein und Milhaud sowie der leichten Kavallerie des Korps Davout in der Nähe von Garnow ein. Die russische Kavallerie versteckte sich im Wald südlich von Golymin, aber das Gelände war für Kavallerieeinsätze ungeeignet. Golizyns Vorteil lag im Gelände und bei der Artillerie, die Franzosen konnten ihre Artillerie nicht einsetzen. Auch die französischen Angriffe waren unkoordiniert, sie begannen zu spät, die Ziele wurden vom Licht der brennenden Dörfer beleuchtet. Andererseits war das Volk erschöpft, obwohl die Franzosen den Russen zahlenmäßig zwei zu eins überlegen waren. 
Golizyn verstärkte seine Verbände mit den beiden Kavallerieregimentern der 7. und 8. Division, die Augereaus Kavallerie auf der Straße nach Ciechanow  zurückgedrängt hatte. Zur gleichen Zeit traf Davouts erste Division unter Morand aus dem Südosten ein. Fürst Golizyn schickte drei Bataillone Infanterie in die Wälder und Sümpfe südlich von Golymin und zwei Regimenter Kavallerie, um die Straße nach Pultusk zu decken.
Gegen halb vier Uhr nachmittags startete Morands erste Brigade einen Angriff. Nach einem erbitterten Kampf zogen sich die Russen zurück. Davout sah, dass sich auch die Russen in Richtung Makow zurückzogen, er schickte Morands zweite Division nach vorne. Französische Dragoner unter General Rapp griffen die russische Kavallerie auf der Straße an, aber er bemerkte, dass der Sumpf auf beiden Seiten mit russischer Infanterie besetzt war, also brachte er seine Kavallerie in Sicherheit. Die Dragoner zogen sich zurück, Rapp wurde dabei verwundet. Danach versuchten Morands Truppen im Wald nicht mehr vorzurücken, sie riskierten keine weiteren unnötigen Verluste.
Bei Einbruch der Dunkelheit hatten die Kämpfe nachgelassen und die Russen begannen sich zurückzuziehen. Obgleich am französischen rechten Flügel gegen 17 Uhr die Division Friant eingetroffen war, hatte man sich mit der Festhaltung des genommenen Gehölzes begnügt und der Straße Golymin— Pultusk war man so nahe gekommen, das man sie für die Russen sperren konnte. Dochturows Männer machten sich auf den Weg nach Makow, um 21 Uhr räumte Golizyn das Schlachtfeld: zuerst zog er die Kanonen ab, dann die Kavallerie und zuletzt die Infanterie. Augereau besetzten Golymin am Morgen des 27. Dezember. Die Verluste auf beiden Seiten beliefen sich auf 800 Mann.